# Escut de Sot de Xera
L'escut de Sot de Xera és un símbol representatiu oficial del municipi valencià de Sot de Xera (els Serrans). Té el següent blasonament:
| « | Escut migtruncat i partit. Al 1r, d'or, un lleó rampant de gules, amb una flor de lis a la boca i una altra entre ambdues mans; al 2n, de gules, un palau d'or; al 3r, d'or, quatre pals de gules. Per timbre, una corona reial tancada. | » |

## Història
Ordre del 3 d'abril de 1986, de la Conselleria d'Administració Pública. Publicat en el DOGV núm. 372, del 5 de maig de 1986.
L'escut presenta les armes dels antics senyors del poble: el lleó dels Roís de Liori, a qui pertangué des de la conquesta; els quatre pals del Regne de València, ja que el lloc va passar després a l'infant Martí el 1371, i el senyal parlant dels Montpalau, a qui pertanyia al segle xvi.